# Grenache

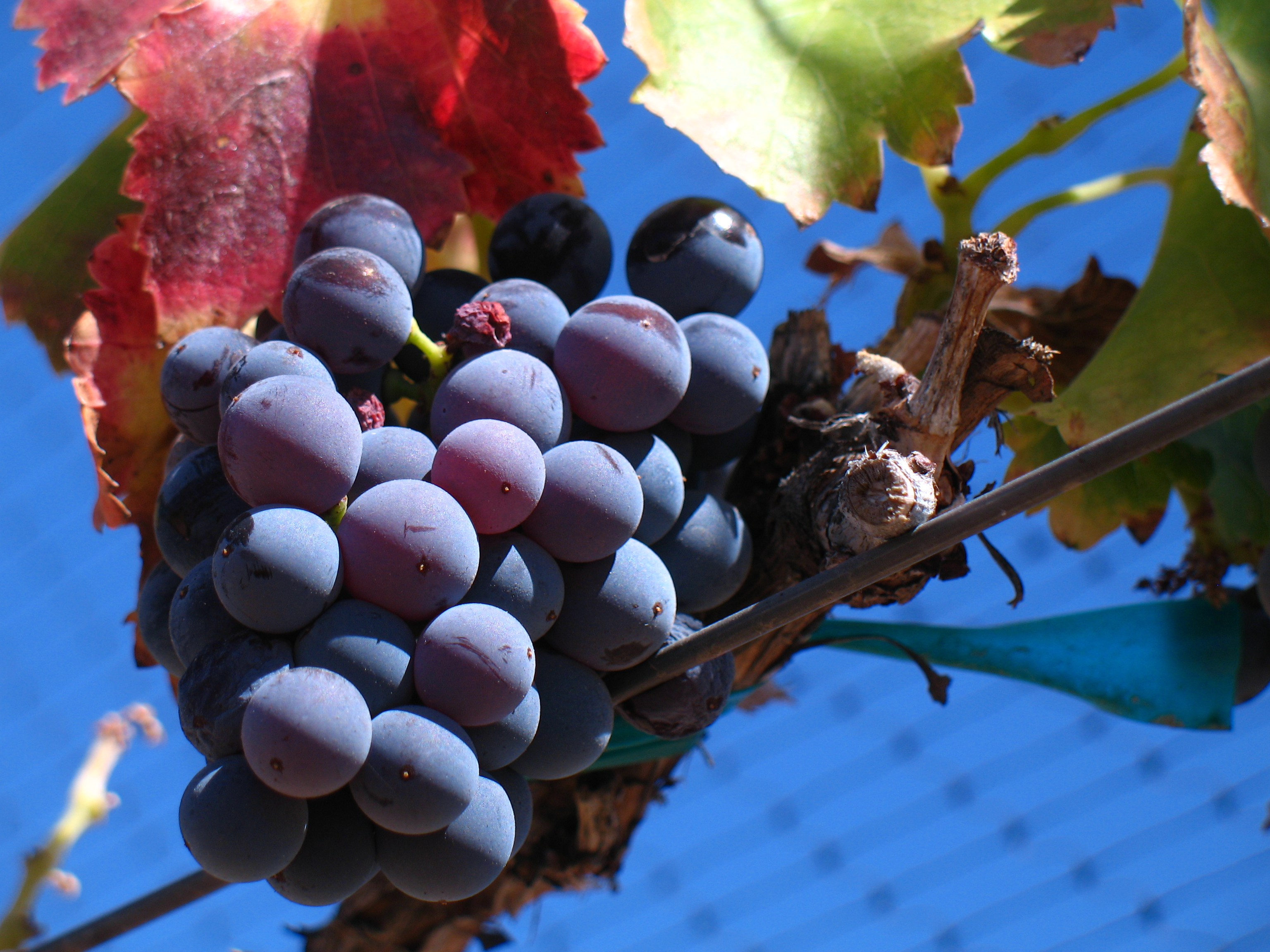
Winogrona Grenache

Grenache jest czerwoną odmianą winogron, czwartą na świecie pod względem wielkości upraw, których powierzchnię szacuje się na 240 000 ha.
We Francji jest nazywana także grenache noire (czarna grenache), w Hiszpanii garnacha, w Katalonii garnatxa, a na Sardynii cannonau.
Innymi ważnymi regionami upraw są regiony Toskania (pod nazwą alicante), Sycylia, Kalabria i wyspa Ischia,
gdzie szczep jest nazywany guarnaccia. Grenache spotyka się także w Australii (w roku 2007 było obsadzonych 2011 ha),
Argentynie i Kalifornii.
Wino wytwarzane z winogron grenache ma niewielką zawartość garbników i mało intensywną barwę, co w rezultacie daje dobrą owocowość win i predestynuje odmianę także do
przetwarzania na wina różowe ew. białe. (Kalifornia)
W niesprzyjających warunkach klimatycznych (susza, upał, wiatr) i przy celowym ograniczaniu wydajności grenache potrafi stworzyć także skoncentrowane i długowieczne czerwone wina.
Grenache często jest kupażowana z odmianami bogatszymi w taniny (garbniki), jak np. tempranillo (szczególnie w regionie Rioja) albo syrah czy mourvèdre
(winnice południowego Rodanu), a w zamian daje bogactwo alkoholu, połączone z miękkością.
Cannonau, uprawiane na ponad 100 km² jest na Sardynii najważniejszą czerwoną odmianą i drugą w ogóle. Najbardziej znanym winem produkowanym z grenache na Sardynii jest
Cannonau di Sardegna DOC.
Istnieje także spokrewniona odmiana grenache blanc, znana także jako garnacha blanca i używana jako domieszka do innych odmian (np. w białym châteauneuf-du-pape i w niektórych winach z Rioja). Coraz rzadziej spotykana jest odmiana grenache gris, będąca składnikiem win deserowych. Lledoner pelut (znana także jako garnacha peluda) jest mutacją grenache, od której
odróżnia się silnym owłosieniem liści.

## Rozpowszechnienie

### Hiszpania
Grenache uprawiana pod nazwą garnacha jest trzecią odmianą czerwoną w Hiszpanii (po tempranillo i bobalu). Winnice z garnachą znajdują się przede wszystkim w północnej i wschodniej części kraju, w regionach winiarskich Ampurdán-Costa Brava, Bierzo, Calatayud, Campo de Borja, Cariñena, Costers del Segre, La Mancha, Nawarra, Penedès, Priorat, Ribera del Duero, Rioja, Somontano, Tarragona, Terra Alta, Utiel-Requena i Vinos de Madrid.

### Francja
We Francji grenache jest uprawiana na 97 171 ha (2008).
Główny obszar upraw jest położony w departamentach Vaucluse i Drôme i wchodzi w skład regionu winiarskiego Rodan.
Przykładowa apelacje, w których przeważa grenache to Châteauneuf-du-Pape i Costières de Nîmes. Z grenache najczęściej miesza się winogrona odmiany syrah (na południu Francji rzadko wytwarza się wina jednogatunkowe)
Grenache jest także ważnym składnikiem słodkich, wzmacnianych win (vin doux naturel) pochodzących z Banyuls, Beaumes-de-Venise, Maury, Rasteau i Rivesaltes.

### Inne regiony upraw
Grenache jest uprawiana i winifikowana także m.in. w Grecji, Izraelu, Republice Południowej Afryki, Chile, Argentynie i Stanach Zjednoczonych.
W Australii w roku 2006 obsadzone było 2011 ha,
W samej Kalifornii - 2784 ha.

## Charakterystyka odmiany

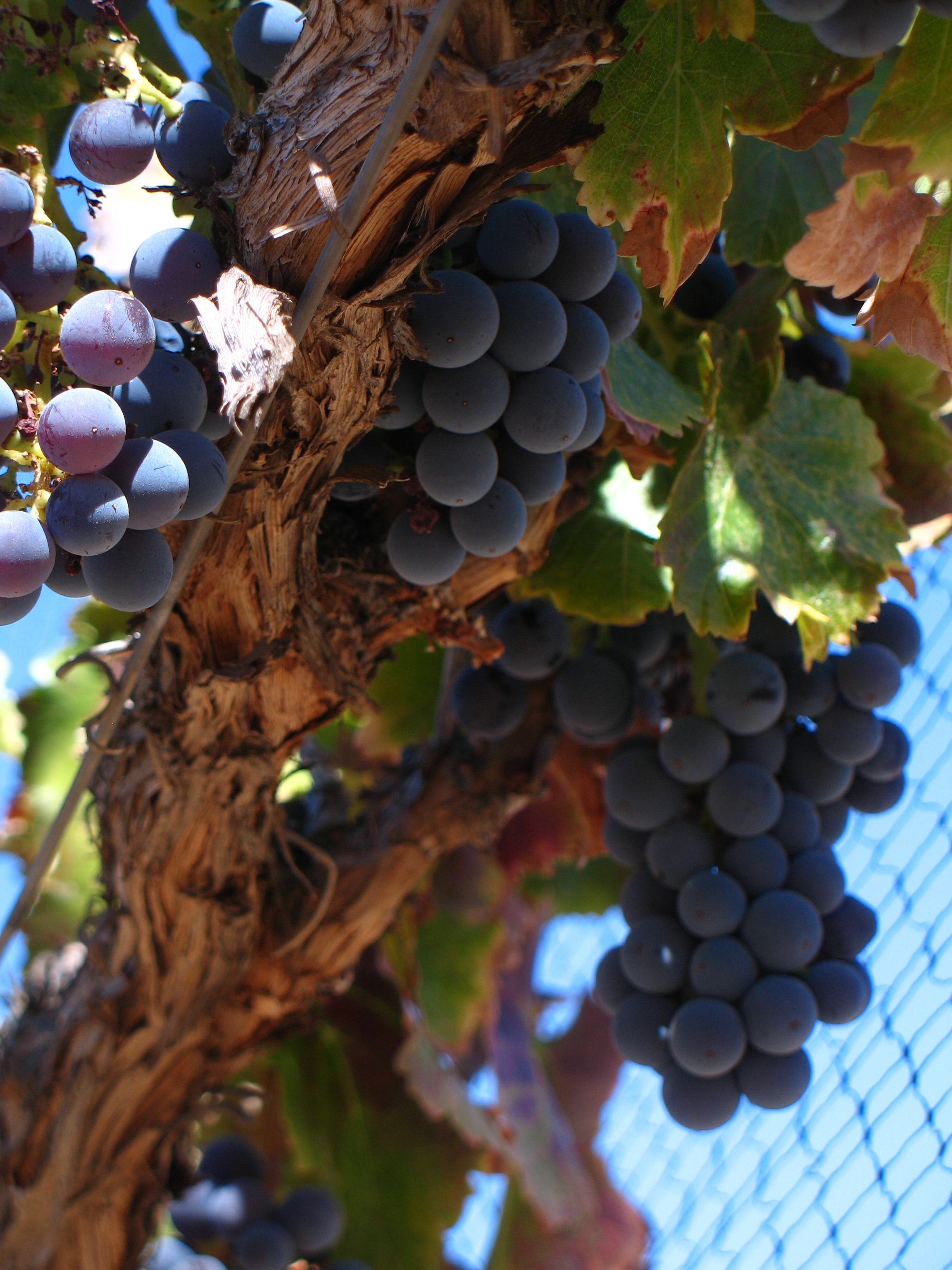
Grenache przed zbiorem

Grono jest dość duże, gęste. Owoce okrągłe bądź lekko owalne, średniej wielkości, niemal czarne, soczyste, o bezbarwnym soku. Skórka jest gruba.
Grenache dojrzewa dość wcześnie, 30 dni po gutedel (czas dojrzewania tego szczepu służy jako miara porównawcza). Wilgotna pogoda podczas kwitnienia może spowodować nadmierne zrzucanie zawiązków.
Odmiana jest odporna na suszę, wytwarza gęsty moszcz o niskiej zawartości antocyjanów i garbników.
Jest formowana najczęściej w kształt określany jako gobelet. W zależności od występowania szkodników i chorób (odporna jest tylko na mączniak prawdziwy) zbiory
mogą wynosić od 20 do 80 hl/ha.
We Francji jak dotąd wyselekcjonowano 20 klonów odmiany, niektóre o gospodarczym znaczeniu.

## Hodowla nowych odmian
Krzyżówka grenache x cabernet sauvignon znana jest pod nazwą marselan i została wyhodowana w 1961 przez francuskiego ampelografa Paula Truela na stanowisku doświadczalnym Uniwersytetu w Montpellier. Łączy elegancję cabernet sauvignon z odpornością na skwar grenache. Marselan zyskał powodzenie
szczególnie w regionie Costières de Nîmes do produkcji win wyważonych i owocowych, ale z wyczuwalnymi taninami.
W Montpellier wyhodowano także odmiany caladoc, chenanson i portan. Próby krzyżowania grenache podejmowano już w XIX wieku, kiedy z krzyżówki z
alicante bouschet uzyskano wino o intensywnej barwie, nadające się do poprawiania koloru innych win.
W Stanach Zjednoczonych Harold Olmo na bazie grenache stworzył odmiany carnelian i centurian.

## Synonimy
Ze względu na szerokie rozpowszechnienie odmiany grenache lista synonimów jest długa.
Grenache jest znana także jako: alicante, alicante de pays, alicante grenache, alicantina, aragonais, aragonés, bois jaune, cannonaddu, connanatu, cannonau, cannonao, cannono, carignane rousse, gironet, granacha, granacha del país, granacha negra, granacha tinta, granacho, granaxa lub granaxo, grenache rouge, grenache noir, guarnaccia, lladoner, mencida, navarra, navarre de la dordogne, ranconnat, redondal, retagliadu nieddu, rivesaltes, rivos-altos, roussillon, roussillon tinto, rouvaillard, sans pareil, santa maria de alcantara,  tinta, tinta menuda, tinto, tinto de navalcarnero, tintore di spagna, tocai rosso.